# Безансонский трамвай
Безансонский трамвай - вид общественного транспорта города Безансон, регион Франш-Конте, Франция.

## Описание
Имеет два маршрута, 14,5 км, 31 остановка. Колея 1435 мм.

## История
Существование двух систем
- Первая - 1897-1952. Система трамвая пострадала при бомбардировках 2 мировой войны. Трамвай закрыт в декабре 1952. Его заменил городской автобус. Но к 2000-х годам исчерпал свои возможности по перевозкам.
- Вторая - 30 августа 2014 восстановлен/возобновлён - настоящее время.

## Строительство
Планирование начато в 2008, в 2010 утверждён план линии. Строительные работы начаты в начале 2011. 30 августа 2014 открытие.

## Маршруты
- Т1 - 13,4 км.
- Т2 - 9,6 км.

## Подвижной состав
Первые 19 вагонов Urbos CAF к 2014. Весной 2023 заказ пяти новых трамваев для города.  25 июня 2025 показан, начал обкатку 30 июня первый из пяти вагонов Citadis Alstom, остальные четыре поставят к концу осени 2025/

## Пассажиропоток
За первый год существования (2014-2015) перевезено более 10 миллионов.